# Nissan Lafesta
Nissan Lafesta – samochód osobowy typu kombivan (siedmioosobowy minivan) produkowany od 2004 roku przez japoński koncern Nissan Motors, zaprezentowany 2 grudnia 2004 roku. Jest oparty na tej samej platformie samochodowej co Renault Mégane i Renault Scénic. Jest następcą Nissana Prairie (Liberty).
Sprzedaż prowadzona jest wyłącznie na rodzimym japońskim rynku. Nazwa pochodzi od włoskiego słowa festa, które oznacza m.in. wakacje. Model jest dostępny z jednym silnikiem 2.0. Model jest też oferowany z tuningowym pakietem stylizacyjnym Highway Star. W 2007 roku przeprowadzono lifting nadwozia polegający na zmianie wyglądu przodu i tylnych świateł.